# Princess Motor Car Corporation
Princess Motor Car Corporation war ein US-amerikanischer Hersteller von Automobilen.

## Unternehmensgeschichte
Das Unternehmen entstand 1914 als Nachfolgeunternehmen der Princess Cyclecar Company in Detroit in Michigan. Im gleichen Jahr begann die Produktion von Automobilen. Der Markenname lautete Princess. Im Mai 1915 wurden 65 Fahrzeuge nach Irland verschifft. Im September 1915 wurde das größere Werk der Saxon Motor Car Corporation bezogen.
1918 endete die Produktion. 1919 berichtete eine Zeitschrift über die Auflösung.

## Fahrzeuge
1914 gab es das Model B. Es basierte auf dem Little Princess des Vorgängerunternehmens. Ein Vierzylindermotor mit 12 PS Leistung trieb die Fahrzeuge an. Das Fahrgestell hatte 234 cm Radstand und 112 cm Spurweite. Der Aufbau war ein offener Roadster mit Platz für zwei Personen.
1915 wurde daraus das Model C. Der Neupreis stieg von 445 auf 495 US-Dollar. Weitere Änderungen sind nicht überliefert.
1916 kam mit dem Model 30 eine Neuentwicklung auf den Markt. Der Vierzylindermotor stammte von GB & S und leistete 23 PS. Der Radstand betrug 264 cm. Zur Wahl standen ein Tourenwagen mit fünf Sitzen und ein Roadster mit zwei Sitzen.
1917 wurde daraus das Model 30-D. Der Roadster war nun dreisitzig. Ein zweisitziger Speedster kam dazu. Außerdem gab es das Model 4-36. Es hatte den gleichen Motor, aber 274 cm Radstand. Genannt werden ein fünfsitziger Tourenwagen und ein dreisitziger Roadster.
1918 bestand das Sortiment aus dem Model 30-D und Model 4-36-F. Sie entsprachen den Vorjahresmodellen.

## Modellübersicht
| Jahr | Modell       | Zylinder | Leistung (PS) | Radstand (cm) | Aufbau                                                      |
| ---- | ------------ | -------- | ------------- | ------------- | ----------------------------------------------------------- |
| 1914 | Model B      | 4        | 12            | 234           | Roadster 2-sitzig                                           |
| 1915 | Model C      | 4        | 12            | 234           | Roadster 2-sitzig                                           |
| 1916 | Model 30     | 4        | 23            | 264           | Tourenwagen 5-sitzig, Roadster 2-sitzig                     |
| 1917 | Model 30-D   | 4        | 23            | 264           | Tourenwagen 5-sitzig, Roadster 3-sitzig, Speedster 2-sitzig |
| 1917 | Model 4-36   | 4        | 23            | 274           | Tourenwagen 5-sitzig, Roadster 3-sitzig                     |
| 1918 | Model 30-D   | 4        | 23            | 264           | Tourenwagen 5-sitzig, Roadster 3-sitzig, Speedster 2-sitzig |
| 1918 | Model 4-36-F | 4        | 23            | 274           | Tourenwagen 5-sitzig, Roadster 3-sitzig                     |